# Brenda Fruhvirtová
Brenda Fruhvirtová, née le 2 avril 2007  est une joueuse tchèque de tennis, professionnelle depuis 2022.
Elle détient le record du nombre de titres ITF en simple remportés avant d'avoir eu 17 ans, avec 14 titres.

## Biographie
Brenda Fruhvirtová est la sœur cadette de Linda Fruhvirtová, également joueuse de tennis. Elles s'entraînent à l'académie de tennis Mouratoglou à Sophia Antipolis depuis 2017.

## Carrière junior
En 2019, Brenda et sa sœur Linda gagnent Les Petits As en double. L'année suivante, Brenda s'impose en simple, succédant à sa sœur. Elles deviennent les premiers membres d'une même famille à gagner successivement le tournoi.
En juillet 2020, elle bat la no 54 mondiale, Kateřina Siniaková lors d'un tournoi exhibition en République tchèque.
Sur le circuit ITF Junior, elle se distingue en 2021 en remportant les tournois de Pilsen, College Park, Charleroi-Marcinelle, Vrsar et Merida (Grade A) contre sa sœur. Elle dispute aussi dix finales en double et remporte quatre tournois. Par équipe, elle s'impose en Billie Jean King Cup Junior et termine l'année au 4e rang mondial.

## Carrière professionnelle

### 2022: premiers pas sur le circuit WTA
Brenda Fruhvirtová fait ses débuts sur le circuit WTA en participant au tournoi de Corée à Séoul en décembre où elle passe un tour et gagne ainsi ses premiers points WTA. 
À 14 ans et 10 mois, elle devient la plus jeune joueuse vainqueure d'un tournoi ITF en gagnant le tournoi W25 de Tucuman en Argentine depuis la joueuse américaine Claire Liu qui avait remporté, à 14 ans et 9 mois un tournoi à Orlando en 2015. La semaine suivante, elle remporte à nouveau ce tournoi. En février, elle se voit accorder une invitation aux qualifications du tournoi de Zapopan. Elle gagne ses deux matchs et accède au tableau principal avant de céder au premier tour face à l'Américaine Sloane Stephens.
Entre juin et septembre 2022, elle enchaîne 27 victoires consécutives en remportant cinq tournois ITF W25 de suite à Klosters, Danderyd, Mogyoród, Brunswick et Santa Margherita di Pula. Elle termine l'année au 139e rang mondial au classement WTA.

### 2023: débuts en Grand Chelem à l'Open d'Australie et en WTA 1000
En janvier 2023, à 15 ans, elle passe trois tours de qualifications pour atteindre son premier grand tableau en Grand Chelem à l'Open d'Australie.
Au mois de mars, elle participe, grâce à une wildcard, au tournoi de Miami (WTA 1000) mais ne parvient pas à passer le 1er tour.
Sur le circuit ITF, elle poursuit sa progression et remporte sur l'année 7 tournois (en autant de finales disputées). Fin novembre, elle atteint son meilleur classement WTA à la 108e place.

### 2024: première victoire en Grand Chelem en Australie
A 16 ans, elle passe, comme l'année précédente, les trois tours de qualifications pour atteindre le grand tableau de l'Open d'Australie. Elle remporte son 1er tour face à la Roumaine Ana Bogdan et affronte au 2e tour face la Bélarusse Aryna Sabalenka, mais échoue.

## Parcours en Grand Chelem

### En simple dames
| Année | Open d'Australie | Open d'Australie      | Internationaux de France | Internationaux de France | Wimbledon      | Wimbledon    | US Open         | US Open           |
| ----- | ---------------- | --------------------- | ------------------------ | ------------------------ | -------------- | ------------ | --------------- | ----------------- |
| 2023  | 1er tour (1/64)  | Aliaksandra Sasnovich | 1er tour (1/64)          | Elena Rybakina           | Q3             | Yuan Yue     | Q1              | Moyuka Uchijima   |
| 2024  | 2e tour (1/32)   | Aryna Sabalenka       | Q2                       | Robin Montgomery         | 2e tour (1/32) | Paula Badosa | 1er tour (1/64) | Varvara Lepchenko |
| 2025  | Q3               | Maja Chwalińska       |                          |                          |                |              |                 |                   |

N.B. : à droite du résultat se trouve le nom de l'ultime adversaire.

## Parcours en WTA 1000
Les tournois WTA 1000 constituent les catégories d'épreuves les plus prestigieuses, après les quatre levées du Grand Chelem.

### En simple dames
| Année |              | WTA 1000 | WTA 1000                  | WTA 1000                      | WTA 1000 | WTA 1000 | WTA 1000 | WTA 1000 | WTA 1000                  | WTA 1000   | WTA 1000    | WTA 1000 | WTA 1000 |
| Année | Indian Wells | Miami    | Madrid                    | Pékin                         |          |          | Dubaï    | Rome     | Canada                    | Cincinnati |             | Wuhan    |          |
| Année | Indian Wells | Miami    | Madrid                    | Pékin                         |          | Doha     |          | Rome     | Canada                    | Cincinnati | Guadalajara |          |          |
| Année | Indian Wells | Miami    | Madrid                    | Pékin                         |          |          |          | Rome     | Canada                    | Cincinnati |             |          |          |
| 2023  |              |          | 1er tour (1/64) Wang X.   | 1er tour (1/64) A. Kalinskaya |          |          |          |          |                           |            |             |          |          |
| 2024  |              |          | 2e tour (1/32) K. Boulter | 1er tour (1/64) A. Rus        |          |          |          |          | 2e tour (1/32) S. Cîrstea |            |             |          |          |

Sous le résultat, l’ultime adversaire.

Nota: à partir de 2024, le nombre de tournois de cette catégorie passe à 10 par saison et l'alternance entre Dubaï et Doha est supprimée. Le codage Wiki actuel ne permet l'affichage que du résultat de Dubaï si la joueuse a également joué Doha.

## Palmarès ITF

### Titres en simple (15)
| Date       | Tournoi                                 | Dotation $ | Surface      | Adversaire                | Score         |
| ---------- | --------------------------------------- | ---------- | ------------ | ------------------------- | ------------- |
| 06-02-2022 | ITF Tucumán 1, Argentine                | 25 000     | Terre battue | Carolina Alves            | 6-3, 6-3      |
| 13-02-2022 | ITF Tucumán 2, Argentine                | 25 000     | Terre battue | Paula Ormaechea           | 6-3, 1-6, 6-4 |
| 26-06-2022 | ITF Klosters, Suisse                    | 25 000     | Terre battue | Michaela Bayerlová        | 7-5, 7-5      |
| 14-08-2022 | ITF Danderyd, Suède                     | 25 000     | Terre battue | Mona Barthel              | 6-1, 6-3      |
| 21-08-2022 | ITF Mogyoród, Hongrie                   | 25 000     | Terre battue | Luisa Meyer auf der Heide | 6-0, 6-0      |
| 28-08-2022 | ITF Brunswick, Allemagne                | 25 000     | Terre battue | Noma Noha Akugue          | 6-3, 6-1      |
| 13-09-2022 | ITF Santa Margherita di Pula 6, Italie  | 25 000     | Terre battue | Jessica Pieri             | 6-4, 2-0 ab.  |
| 18-10-2022 | ITF Santa Margherita di Pula 11, Italie | 25 000     | Terre battue | Ylena In-Albon            | 6-0, 6-1      |
| 06-03-2023 | ITF Bangalore, Inde                     | 40 000     | Dur          | Ankita Raina              | 0–6, 6–4, 6–0 |
| 01-08-2023 | ITF Hechingen, Allemagne                | 60 000     | Terre battue | Ziva Falkner              | 6–3, 6–1      |
| 08-08-2023 | ITF Leipzig, Allemagne                  | 25 000     | Terre battue | Darya Astakhova           | 6-3, 6-3      |
| 28-08-2023 | ITF Oldenzaal, Pays-Bas                 | 40 000     | Terre battue | Anouk Koevermans          | 7–5, 6–2      |
| 24-10-2023 | ITF Santa Margherita di Pula 11, Italie | 25 000     | Terre battue | Guillermina Naya          | 6-4, 6-3      |
| 08-11-2023 | ITF Héraklion 2, Grèce                  | 40 000     | Terre battue | Ekaterina Makarova        | 6-1, 6-3      |
| 21-11-2023 | ITF Guadalajara, Mexique                | 40 000     | Terre battue | Valeriya Strakhova        | 6-1, 6-3      |

### Titre en double (1)
| Date       | Tournoi              | Dotation | Surface      | Partenaire     | Adversaires                       | Score    |
| ---------- | -------------------- | -------- | ------------ | -------------- | --------------------------------- | -------- |
| 25-06-2022 | ITF Klosters, Suisse | 25 000   | Terre battue | Miriam Bulgaru | Tayisiya Morderger Yana Morderger | 6-0, 6-1 |

## Classements WTA en fin de saison
| Année          | 2022 | 2023 | 2024 |
| Rang en simple | 139  | 133  | 163  |
| Rang en double | 551  | 1079 | –    |

Source : (en) Classements de Brenda Fruhvirtová sur le site officiel de la Fédération internationale de tennis